# Freycinetia imbricata
Freycinetia imbricata là một loài thực vật có hoa trong họ Dứa dại. Loài này được Blume miêu tả khoa học đầu tiên năm 1837.